# Monthon
Monthon (thailändisch มณฑล, von sanskrit मण्डल maṇḍala „Kreis“) war die oberste Verwaltungseinheit Siams (heute Thailand) zu Beginn des 20. Jahrhunderts. Die ersten Monthon wurden probeweise 1893 auf Initiative von König Chulalongkorn (Rama V.) zusammen mit dem Thesaphiban-System (เทศาภิบาล, „Kontrolle über das Land“) eingerichtet und offiziell mit dem Lokalverwaltungsgesetz 1897 in Kraft gesetzt. Außerdem errichtete man die Provinzen (erstmals benutzt für Provinzen im Monthon Pattani), Amphoe und Tambon als niedere Verwaltungseinheiten. 1915 war dann das gesamte Land in 19 Monthon und 72 Provinzen aufgeteilt. Ein Grund für die relativ langsame Umsetzung des Lokalverwaltungsgesetzes war das Fehlen von geeigneten Beamten, die das Gesetz umsetzen konnten. 1925 wurden unter König Rama VII. (reg. 1925–1935) einige Monthon aus wirtschaftlichen Überlegungen zusammengelegt und 14 blieben übrig, bevor sie nach dem Sturz der absoluten Monarchie Siams 1933 komplett abgeschafft wurden, so dass seither die Provinzen die oberste Verwaltungseinheit Thailands bilden.

## Allgemeines
Vor dem Aufbau des Thesaphiban-Systems bis zum Ende des 19. Jahrhunderts bestand Thailand aus einem Kernreich in Zentralthailand, einer Reihe von halb-unabhängigen tributpflichtigen Königreichen sowie den Müang (Vorläufer der heutigen Provinzen) in Nord-, Nordost-, Süd-Thailand und der Ostregion von Zentralthailand, die ebenfalls eine gewisse Autonomie von der Zentralregierung hatten (Mandala-System). Da das Land durch die Kolonialmächte Frankreich von Osten (Indochina) her sowie Großbritannien von Norden (Burma) und Süden (Malaysia) unter zunehmendem Druck geriet, musste die Regierung unter König Chulalongkorn ihre Kontrolle insbesondere über die entfernteren Landesteile verstärken. Dies begann bereits um 1870 im Königreich Lan Na mit der Entsendung eines Hochkommissars aus Bangkok. Nach der Einrichtung des Innenministeriums 1892 unter dem ersten Innenminister Prinz Damrong Rajanubhab wurde dann 1899 aus Lan Na das Monthon Phayap.
Im Süden des Landes wurden die beiden malaiischen Sultanate Kedah und Pattani ebenfalls durch jeweils ein Monthon verwaltet, Kedah ging aber (bis auf die Provinz Satun) 1907 an das britische Kolonialreich. Ebenfalls nicht gehalten werden konnten die Gebiete im heutigen Kambodscha, das Monthon Burapa ging nach militärischem Druck 1906 an Französisch-Indochina.
Während zuvor die Provinzgouverneure de facto vererbte Posten auf Lebenszeit waren, die zudem abgesehen von jährlichen Zahlungen an die Zentralregierung völlige Freiheit über die in ihrem Einflussbereich erhobenen Steuern und Abgaben hatten, wurden daraus im Laufe der 1892 begonnenen administrativen Reformen von Bangkok bezahlte Posten. Nicht alle Gouverneure nahmen den Verlust an Macht ohne Widerstand hin, die stärkste Rebellion war der „Aufstand der heiligen Männer“ (ปรากฏการณ์ผีบุญ Prakottakan Phi Bun) 1902 in Nordost-Thailand (Isan).
1925 gab es folgende Monthon:
1. Chanthaburi
2. Nakhon Chaisi (das heutige Nakhon Pathom)
3. Nakhon Sawan
4. Pattani
5. Nakhon Si Thammarat
6. Nakhon Ratchasima
7. Prachin Buri
8. Phayap („Nordwest“), mit Sitz in Chiang Mai
9. Phitsanulok
10. Phuket
11. Ratchaburi
12. Ayutthaya
13. Udon Thani
14. Bangkok

1932 schaffte die neue Militärregierung die vier Monthon Pattani, Nakhon Sawan, Nakhon Chaisi und Chanthaburi ab. Mit dem Provinzverwaltungsgesetz aus dem Jahr 1933 wurden auch die verbliebenen 10 Monthon abgeschafft und die Provinzen wurden die höchste Verwaltungseinheit Thailands.

## Geschichte der Monthon

### Norden

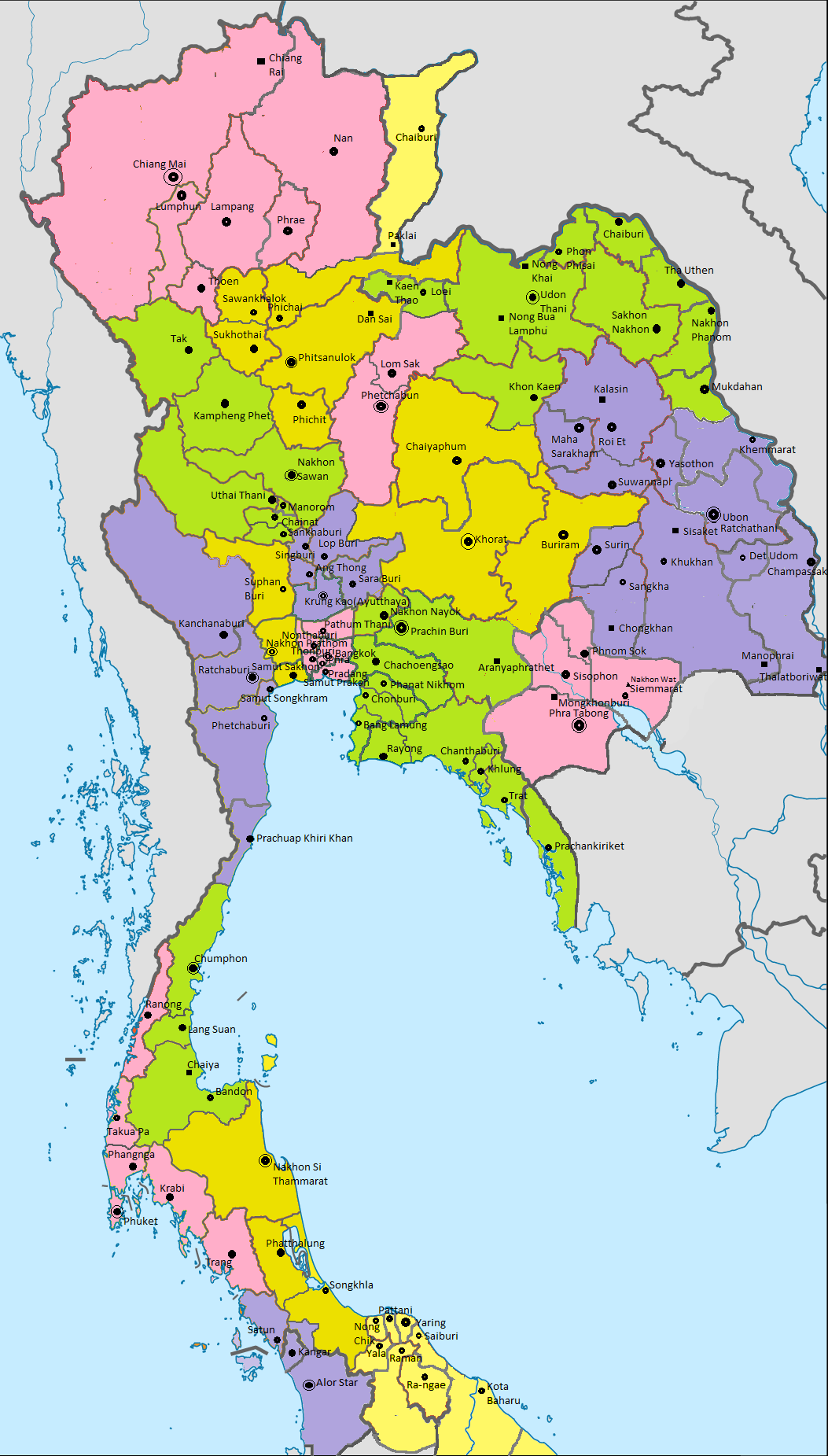
Monthon von Siam (Stand 1900)

- Phitsanulok (มณฑลพิษณุโลก): Das Monthon Phitsanulok wurde 1894 errichtet und war somit eines der ersten Monthons. Es erstreckte sich über die Provinzen Phitsanulok, Phichai, Phichit, Sukhothai und Sawankhalok.
- Nakhon Sawan (มณฑลนครสวรรค์): Das Monthon Nakhon Sawan wurde 1895 errichtet. Es erstreckte sich über die Provinzen Nakhon Sawan, Chai Nat, Kamphaeng Phet, Manorom, Phayuhakhiri, Sankhaburi, Tak, Uthai Thani.
- Phetchabun (มณฑลเพชรบูรณ์): Das Monthon Phetchabun wurde 1899 vom Monthon Nakhon Ratchasima abgetrennt und bestand aus den beiden Provinzen Lom Sak und Phetchabun, die später zusammengelegt wurden. Damit war es das einzige Monthon, das aus nur einer Provinz bestand. Zwischen 1903 und 1907 gehörte es zum Monthon Phitsanulok, dann wieder errichtet und 1915 schließlich endgültig in den Monthon Phitsanulok eingegliedert.
- Phayap (มณฑลพายัพ): Das Monthon wurde 1899 auf dem Gebiet des ehemaligen Königreichs Lan Na errichtet, das dadurch seine Autonomie verlor und in den siamesischen Zentralstaat integriert wurde. Es hieß zunächst Nordwest-Monthon  (มณฑลฝ่ายตะวันตกเฉียงเหนือ, Monthon fai tawan-tok chiang nuea) genannt, doch wurde es ein Jahr später zu Phayap (bildungssprachlich für „Nordwest“, aus Sanskrit vāyavya) umbenannt. Die Verwaltungsreform wurde schrittweise zwischen 1907 und 1915 durchgeführt, wobei man das Amt des Hochkommissars abschaffte. Das Monthon umfasste zunächst die Provinzen Mae Hong Son, Chiang Mai, Lamphun, Lampang, Chiang Rai, Nan und Phrae. Die vier letztgenannten wurden 1915 als Monthon Maharat abgespalten.
- Maharat (มณฑลมหาราษฎร์): Das Monthon Maharat („Maharashtra“) wurde 1915 vom Monthon Phayap abgespalten. Es erstreckte sich über dessen östlichen Teil, also die Provinzen Lampang, Chiang Rai, Nan und Phrae.

### Nordosten
- Nakhon Ratchasima (มณฑลนครราชสีมา): Das Monthon Nakhon Ratchasima war 1893 das erste Monthon und erstreckte sich zunächst über die Provinzen Nakhon Ratchasima (Khorat), Buri Ram, Chaiyaphum, Phetchabun und Lom Sak. Die beiden letzteren wurden 1899 als Monthon Phetchabun abgespalten. Das Monthon hieß zunächst Lao Klang, der Hinweis auf die ethnische Zugehörigkeit seiner Bewohner (Lao) sollte jedoch verschwinden, stattdessen wurde es nach seiner Hauptstadt benannt.[1]
- Udon (มณฑลอุดร): Das Monthon Udon wurde 1899 eingerichtet und erstreckte sich über die Provinzen Udon Thani, Khon Kaen, Loei, Nakhon Phanom, Nong Khai und Sakon Nakhon. Das Monthon hieß zunächst Lao Phuan, der Hinweis auf die ethnische Zugehörigkeit seiner Bewohner (Lao und Phuan) sollte jedoch verschwinden, stattdessen wurde die neutralere Bezeichnung Udon (bildungssprachlich für „Nord“, aus Sanskrit/Pali uttara) gewählt.[1]
- Isan (มณฑลอีสาน): Das Monthon Isan wurde 1900 errichtet. Es hieß zuvor Lao Kao, der Hinweis auf die ethnische Zugehörigkeit seiner Bewohner (Lao und Kuy) sollte jedoch verschwinden, stattdessen wurde die neutralere Bezeichnung Isan (bildungssprachlich für „Nordost“, aus Pali īsāna) gewählt.[1] Sein Verwaltungssitz war Ubon Ratchathani. Im Juni 1912 wurde es in die zwei Monthons Roi-Et und Ubon aufgespalten.
- Roi-Et (มณฑลร้อยเอ็ด): Das Monthon Roi-Et ging 1912 aus einem Teil des Monthon Isan hervor und bestand aus den Provinzen Roi Et, Kalasin und Maha Sarakham.
- Ubon (มณฑลอุบล): Das Monthon Ubon ging 1912 aus einem Teil des Monthon Isan hervor und bestand aus den Provinzen Ubon Ratchathani, Khukhan, Si Sa Ket und Surin.

### Osten
- Prachin Buri (มณฑลปราจีนบุรี): Das Monthon Prachin Buri wurde 1893 eingerichtet und erstreckte sich über die Provinzen Prachin Buri, Chachoengsao, Nakhon Nayok und Phanom Sarakham.
- Burapha (มณฑลบูรพา): Das Monthon Burapha (bildungssprachlich für „Ost“, von Sanskrit pūrva) wurde 1903 geschaffen und bestand aus den seinerzeitigen Provinzen Sisophon, Phra Tabong (Battambang), Phanomsok und Siam Rat (Siem Reap), die alle im heutigen Kambodscha liegen. 1906 musste das Gebiet an Französisch-Indochina abgegeben werden.
- Chanthaburi (มณฑลจันทบุรี): Das Monthon Chanthaburi wurde 1906 errichtet und bestand aus den Provinzen Chanthaburi, Rayong und Trat. Das Monthon wurde nach der Auflösung des Monthon Burapa geschaffen, nachdem sich die Franzosen aus Chanthaburi zurückgezogen hatten.

### Zentral-Thailand
- Ayutthaya (มณฑลอยุธยา): Das Monthon Ayutthaya wurde 1893 als Monthon Krung Kao (มณฑลกรุงเก่า) errichtet und bestand aus den Provinzen Ayutthaya (seinerzeit Krung Kao, „alte Stadt“), Ang Thong, Lop Buri, Phrom Buri und Saraburi.
- Nakhon Chai Si (มณฑลนครชัยศรี): Das Monthon Nakhon Chai Si wurde 1895 errichtet und bestand aus den Provinzen Nakhon Chai Si, Samut Sakhon und Suphan Buri.
- Ratchaburi (มณฑลราชบุรี): Das Monthon Ratchaburi wurde 1895 errichtet und erstreckte sich über die Provinzen Ratchaburi, Kanchanaburi, Samut Songkhram, Phetchaburi und Prachuap Khiri Khan.
- Krung Thep (มณฑลกรุงเทพ; Bangkok): Die Hauptstadt stand traditionell unter der Aufsicht des Ministeriums für städtische Angelegenheiten, jedoch wurde 1897 eine monthon-ähnliche Einrichtung geschaffen, das Monthon Krung Thep. Das Monthon bestand aus den Provinzen Phra Nakhon, Thonburi, Nonthaburi, Pathum Thani, Phra Pradaeng (Nakhon Khueankhan), Samut Prakan, Thanyaburi und Min Buri. Pathum Thani und Thanyaburi kamen später an das Monthon Ayutthaya. 1915 benannte man es zu Krung Thep Phra Maha Nakhon (Metropole Bangkok) um. 1922 wurde das Ministerium für städtische Angelegenheiten aufgelöst und kam zum Innenministerium, so wie alle Monthons von dort aus verwaltet wurden.

### Süden
- Surat (มณฑลสุราษฎร์): Das Monthon Surat wurde 1896 als Monthon Chumphon (มณฑลชุมพร) errichtet und bestand aus den Provinzen Chumphon, Lang Suan, Chaiya und Kanchanadit. Kanchanadit wurde im Jahr 1899 der Provinz Chaiya angegliedert. 1905 zog die Monthon-Verwaltung nach Ban Don, dem Zentrum von Chaiya. Chaiya wurde 1915 in Surat Thani und das Monthon in Surat umbenannt. 1925 wurde Surat in das Monthon Nakhon Si Thammarat eingegliedert.
- Nakhon Si Thammarat (มณฑลนครศรีธรรมราช): Das Monthon Nakhon Si Thammarat wurde 1896 errichtet, es bestand aus den Provinzen Nakhon Si Thammarat, Phattalung und Songkhla.
- Sai Buri (มณฑลไทรบุรี): Das Monthon Sai Buri wurde 1897 errichtet und bestand aus den Provinzen Satun, Palit und Sai Buri (Kedah). 1909 musste Siam das Monthon Sai Buri an Großbritannien abtreten, wobei Satun bei Siam blieb und in das Monthon Phuket eingegliedert wurde.
- Phuket (มณฑลภูเก็ต): Das Monthon Phuket löste 1898 das bisherige Kommissariat ab. Es bestand aus den Provinzen Ranong, Takua Pa, Phang Nga, Thalang, Phuket und Krabi. 1909 wurde die Provinz Satun eingegliedert, nachdem ein Großteil des Monthon Sai Buri an Großbritannien abgegeben werden musste.
- Pattani (มณฑลปัตตานี): Das Monthon Pattani wurde 1906 errichtet und erstreckte sich über die Provinzen Nong Chik, Pattani, Yaring, Sai Buri, Yala, Raman und Ra-ngae (entstanden aus dem früheren Sultanat Patani).